# Polizeiruf 110: Spurlos verschwunden
Spurlos verschwunden ist ein deutscher Kriminalfilm von Ulrich Stark aus dem Jahr 1998. Der Fernsehfilm erschien als 205. Folge der Filmreihe Polizeiruf 110.

## Handlung
Die sechsjährige Melanie verschwindet spurlos aus einem Münchner Einkaufscenter. Die Mutter Ricky gibt an, nur kurz in einem Geschäft gewesen zu sein. Der nach einem Unfall einarmige Kriminalhauptkommissar Tauber holt die Nürnberger Psychologin Dr. Silvia Jansen zu den Ermittlungen hinzu, soll sie doch die Eltern psychologisch betreuen. Schnell erkennt sie, dass in der Familie eher raue Sitten herrschen, der Mann Ronny seine Frau öfter schlägt und die Mutter ihr Kind als Sängerin und Tänzerin zu einem Star machen wollte. Wenn Melanie zurückkehrt, werde sie zur Mini-Playback-Show kommen und berühmt werden, so die Mutter. Tauber jedoch glaubt, dass Melanie einem Verbrechen zum Opfer gefallen sein könnte. In einschlägigen Portalen werden zwar kleine Kinder für Sexspiele angeboten, Melanie ist aber nicht darunter.
Das Presseinteresse am Fall ist hoch und so lässt Silvia Jansen die Eltern Melanies eine Pressekonferenz geben, in der der Entführer um die Freilassung des Kindes gebeten wird. Kurz darauf meldet sich bei der Polizei ein anonymer Anrufer und fordert eine Million Dollar für Melanie. Ein im Zuge von Kinderprostitutionsrazzien gefasster Mann bringt die Ermittler unterdessen auf die Spur der Agentur Kids Cast, in der Kinder für Werbeauftritte und Fernsehrollen gecastet werden. Gleichzeitig hat Leiterin Sehler-Rednick jedoch auch Kontakte zum Kinderhandel, sodass sie verhaftet wird. Auch Melanie hatte bei Kids Cast vorgesungen. Das dabei gedrehte Video zeigt jedoch ein Mädchen, das von seiner Mutter gegen ihren Willen zum Auftritt gezwungen wird. Ricky selbst war einst eine eher erfolglose Sängerin und wollte sich in ihrem Kind selbst verwirklichen.
Ein zweiter Anruf bei der Polizei geht ein und der Erpresser gibt an, wie die Geldübergabe erfolgen solle. Bei einer Befragung meint Ricky, sie habe in ihrem Garten mehrfach einen verdächtigen Mann gesehen. Die Beschreibung passt auf Victor Timpe, der wegen Belästigung Minderjähriger vorbestraft ist, von Silvia Jansen aber therapiert und als geheilt entlassen wurde. Silvia ist überzeugt, dass die Polizei mit der Verhaftung Timpes einen Fehler macht. Bei der Geldübergabe kann wiederum der Erpresser gestellt werden: Es handelt sich um  Willi Sorowski, Melanies Opa und Vater von Ricky. Er meint, dass die Familie das Geld gebraucht habe und die Erpressung so einfach gewesen sei.
Melanies Leiche wird in einer Müllanlage gefunden. Da die aggressive Regenbogenpresse Ricky und Ronny verrät, dass Silvia Jansen Timpe einst als geheilt entließ, zieht Tauber die Psychologin vom Fall ab. Sie ermittelt mithilfe des Journalisten Paul Schelski weiter. In einem Überwachungsvideo des Einkaufszentrums hat sie einen Mann den Kinderspielplatz des Gebäudes filmen sehen. Sie findet heraus, dass der Mann nur eine Kamera des nahegelegenen Elektronikladens testete. Paul Schelski verspricht, das Band der Kamera zu organisieren. Timpe wird unterdessen wegen Mangel an Beweisen freigelassen, was vor allem Melanies Vater Ronny empört. Die Obduktion Melanies wiederum ergibt, dass Melanie nicht vergewaltigt wurde, sondern durch einen Genickbruch starb. Das Band der Videokamera zeigt schließlich Willi Sorowski, der auf etwas zu warten scheint, und Ricky, die aus keinem Geschäft kommt, sondern von außerhalb, und Melanies Fahrrad zum Spielplatz bringt. Das Video wird Willi und Ricky vorgespielt; nachdem sich Willi zunächst als Täter bezeichnet hat, gibt schließlich Ricky zu, ihre Tochter getötet zu haben. Unterdessen ist Ronny geflohen und hat sich eine Pistole organisiert. Er begibt sich mit einer Klatschreporterin und Kameramann zum Aufenthaltsort von Timpe, wo auch die Polizei erscheint. Es gelingt Silvia Jansen, Timpe im Gebäude zu überzeugen, dass er frei ist, da der Täter gestellt wurde. Als sie mit ihm das Gebäude verlässt, wird Timpe von Ronny erschossen. Die Kamera ist live dabei und die Reporterin triumphiert. Tauber spuckt sie voll Verachtung an; Ronny wird festgenommen.

## Produktion
Spurlos verschwunden wurde in München gedreht. Die Kostüme des Films schuf Natascha Curtius-Noss, die Filmbauten stammen von Pit Janzen. Der Film erlebte am 18. Oktober 1998 auf dem Ersten seine Fernsehpremiere. Die Zuschauerbeteiligung lag bei 19,9 Prozent.
Es war die 205. Folge der Filmreihe Polizeiruf 110. Silvia Jansen ermittelte in ihrem 3. Fall und Jürgen Tauber in seinem 1. Fall. Es war der erste Jansen-Polizeiruf, der nicht mehr in Nürnberg, sondern in München spielte.

## Kritik
Der „wenig fesselnd[e]“ Film habe ein „schweres Thema, enttäuschend schwach umgesetzt“, befand die TV Spielfilm. Die Leipziger Volkszeitung sah im Polizeiruf zum einen das Thema „Gewalt gegen Kinder“ vorherrschend, zum anderen aber auch eine Auseinandersetzung darüber, „welche Spuren reißerische Berichte um mißhandelte Mädchen hinterlassen“, so warne der Film „vor der Kinderschänder-Hysterie“.
Die Stuttgarter Zeitung lobte vor allem Edgar Selge, der den hyperaktiven Tauber „grandios“ spiele. Silvia Jansen als Psychologin sei hingegen das Schicksal anderer Psychologen in Krimireihen, darunter Leslie Malton (Antonia Reiser in Gespenster), vorbestimmt, die sich nicht im Kriminalfilm durchsetzen konnten: „Gescheitert ist das alte Konzept an dem fehlenden Mut, Silvia Jansen extremer zu zeichnen.“